# Anolis nebuloides
Anolis nebuloides (несправжній димчастий аноліс) — вид ігуаноподібних ящірок родини анолісових (Dactyloidae). Ендемік Мексики.

## Поширення і екологія
Несправжні хмарні аноліси мешкають в горах Південної Сьєрра-Мадре в штаті Оахака. Вони живуть в сосново-дубових лісах, у вторинних лісах та на бананових і кавових плантація. Зустрічаються на висоті від 800 до 1850 м над рівнем моря.